# Joan Callejón Cabrera
Joan Callejón i Cabrera (Vilanova i la Geltrú, 26 d'agost de 1930) va ser professor de llatí des del 1978 fins a l'any 2000. La seva forta implicació social i cultura amb la seva ciutat natal l'han portat a escriure diversos llibres i articles parlant dels clàssics, l'art i la literatura.

## Biografia
Inicià els estudis eclesiàstics al Seminari de Barcelona i es llicencià en Filologia Clàssica i Llatina per la Universitat de Barcelona. Treballà uns trenta anys en una indústria local que compaginava des del 1978 fins a l'any 2000 amb la tasca docent com a professor de llatí de l'Institut de Batxillerat Manuel de Cabanyes. Des de la dècada de 1950, prengué part en el moviment laic de l'Església vilanovina al servei de les activitats culturals i socials. Els primers anys de la democràcia, participà en les activitats del congrés de Cultura Catalana en els sectors temàtics que se li assignaren a Vilanova. Fou membre actiu de la comissió en pro del monument Francesc Macià.
Ha posat al servei de diversos grups culturals els seus coneixements dels clàssics, des de temes d'art fins a poesia, passant per la novel·la i l'assaig de tipus humorístic i religiós. Ha col·laborat àmpliament amb articles d'opinió i reflexió a diverses publicacions locals com Diari de Vilanova, Setmanari de Vilanova, Foment, Gran Penya, Reembres i Butlletí de la Biblioteca Museu Víctor Balaguer.
És autor dels llibres Pasífae: Oracle a Ribes Roges (1996 i reeditat el 2004) que parla sobre el mite i l'escultura de Pasífae de l'artista d'Òscar Estruga, situada a la platja de Vilanova i la Geltrú, Memòria d'Ariadna (2009) i la biografia de Pau Roig i Estradé: 1914-1994 (2002). Va escriure un parell de textos als llibres col·lectius sobre els artistes Armand Cardona Torrandell i Òscar Estruga i va col·laborar en un altre dedicat a Cent indrets de Vilanova junt amb el pintor Joaquim Budesca i els escriptors Oriol Pi de Cabanyes, Xavier Garcia i Soler i Albert Virella.

## Obra publicada
- «La Geltrú cendra viva». A: AA.VV.. Cent indrets de Vilanova i la Geltrú, 1982.
- Pasífae: Oracle a Ribes Roges, Vilanova i la Geltrú. Vilanova i la Geltrú: El Cep i la Nansa, 1996
- «Armand Cardona Torrandell: sota la lluna i el sol de Vilanova». A: AA.VV.. Armand Cardona Torrandell : delimitacions o fragments de biografia.  Vilanova i la Geltrú: El Cep i la Nansa, 1999.
- Amb la col·laboració de Francesc Mestres. Retrat n. 19: Pau Roig i Estradé (1914-1994) (Imprés i pdf).  Ajuntament de Vilanova i la Geltrú, abril 2002, p. 26.
- Pasífae: Oracle a Ribes Roges, Vilanova i la Geltrú. Dibuixos: Òscar Estruga. Vilanova i la Geltrú: El Cep i la Nansa, 2004 (2a edició)
- Memòria d'Ariadna. Vilanova i la Geltrú: El Cep i la Nansa, 2009
- «Estruga: retrat de l'artista adolescent (i adult)». A: AA.VV. Oscar Estruga el laberint i la vida: centre d'art contemporani La Sala: 26 juny 13 de setembre, 2009: [catàleg de l'exposició]. Vilanova i la Geltrú: Centre d'Art Contemporani La Sala, 2009, pàg. 19-22.
- «Personatges Singulars: Joan-Enric Roig Santacana, amant dels llibres». Butlletí de la Biblioteca Museu Balaguer, 2008, pàg. 104-105.